# Docalidia lappa
Docalidia lappa är en insektsart som beskrevs av Nielson 1979. Docalidia lappa ingår i släktet Docalidia och familjen dvärgstritar. Inga underarter finns listade i Catalogue of Life.